# Johanniterkirche (Villingen-Schwenningen)

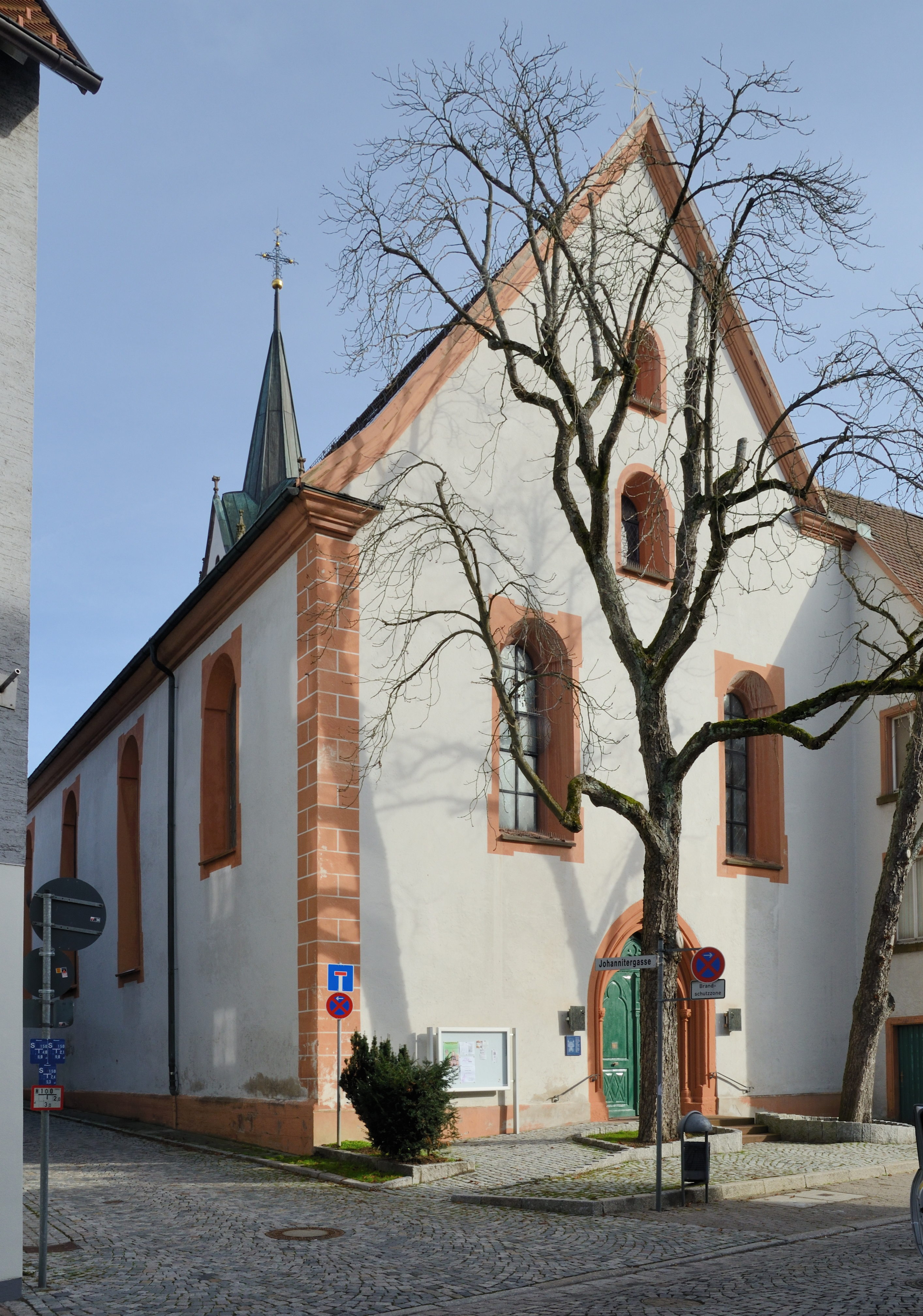
Johanniterkirche Villingen, Westgiebel

Die Johanniterkirche ist die älteste protestantische Kirche der Stadt Villingen-Schwenningen im Stadtbezirk Villingen im Schwarzwald-Baar-Kreis in Baden-Württemberg.

## Geschichte
Das auch Johanneskirche genannte Kirchengebäude in der Gerberstraße 11 war zunächst die Kirche der 1257 gegründeten Johanniter-Komturei Villingen. Es entstand wahrscheinlich Anfang des 14. Jahrhunderts, wie Baufachleute aus den größten erhaltenen Teilen des Mauerwerks herauslesen.
Im Jahr 1711 wurde die Kirche durchgreifend im barocken Stil erneuert. Auf diese Bauphase gehen insbesondere die geteilten zweibahnigen Rundbogen-Fenster, die Schiff und Chor überspannenden stuckierten Flachdecken sowie die Dachstühle zurück.
1803 wurde das Kirchengebäude säkularisiert und diente in der ersten Hälfte des 19. Jahrhunderts zeitweilig als Gefängnis.
Am 11. April 1859 kaufte die evangelisch-protestantische Kirchengemeinde, welche bis dahin ihren Gottesdienst im Saal des großherzoglichen Strafgerichtsgebäudes abhielt, die Kirche nebst dem daran angrenzenden dreistöckigen Wohnhaus von der Großherzoglich-badischen Landesregierung. Am 20. Mai 1860 fand unter Beteiligung „vieler tausend Menschen“ die Einweihung der Johanniterkirche als evangelische Kirche statt.
Die Kirche wurde mehrfach umgebaut und renoviert, unter anderem von 1980 bis 1983 und zuletzt 2012.

## Architektur
Die Johanneskirche ist eine vierjochige Saalkirche mit eingezogenem zweijochigem Chor mit flachem Ostschluss. Der mit vier Giebeln und einem spitzen Helm bekrönte Kirchturm ist asymmetrisch südlich des Chors angebaut. Die Dachstühle der Satteldächer über Schiff und Chor sind als Hängewerke konstruiert. Die Architekturglieder sind gegenüber den weiß verputzten Fassaden rot abgesetzt. Den westlichen Zugang zum Kirchenschiff bildet das aus der mittelalterlichen Bauzeit stammende spitzbogige Portal mit profilierter Rahmung.
Der einfache Saalraum des Schiffs und der von diesem mit einem rundbogigen Triumphbogen getrennte Chor besitzen flache Decken mit Stuckverzierungen und farbigen Gemälden. An den Längsseiten belichten große, mit schlichten Rahmungen versehene Rundbogenfenster den Innenraum. Aus der ursprünglichen Bauphase haben sich neben dem Westportal das Ostfenster des Chors mit schlichtem Maßwerk und eine spitzbogige Sakramentsnische im als Sakristei genutzten Turmuntergeschoss erhalten.

## Ausstattung
In der Kirche wurden verstorbene hochrangige Personen beigesetzt, darunter der Johanniterkomtur Wolfgang von Maßmünster († 1536). Sein mit der Darstellung der Seeschlacht von Rhodos geschmücktes Grabmal befindet sich im Franziskaner-Museum von Villingen.
Das Gotteshaus verfügt über eine Orgel (Werk der Donaueschinger Orgelbauer Schildknecht und Bergmann von 1829, restauriert und ergänzt von Georges Heintz, 1980) und ein Geläut.
Das Chorgestühl, das sich seit der Säkularisation in der Villinger Benediktinerkirche befindet, entstand zu großen Teilen in der Holzbildhauerwerkstatt von Johann Schupp (1631–1713). Das gotische Fenster des Chorraums enthält eines der letzten Glasbilder von Georg Meistermann mit der Darstellung des Kirchenpatrons Johannes d. Täufer.
Auch eine Kanzel ist vorhanden. Frühere Kirchenparamente wurden nach 1820 an die Pfarrei Dürrheim im Kirchenkreis Freiburg verkauft. Ein anfangs vorhandener Altar wurde ebenfalls veräußert.
Im Turm der Kirche hing ein Aquarell des Kirchenmalers Säger Barnabas, das sich nun im Museum Villingen befindet.